# Chemin de Nicol
Le chemin de Nicol (en occitan : camin de Nicol) est une voie de Toulouse, chef-lieu de la région Occitanie, dans le Midi de la France.

## Situation et accès

### Description
Le chemin de Nicol est une voie publique. Il traverse successivement les quartiers de la Roseraie et de Croix-Daurade.
Il correspond à la dernière partie de l'ancien chemin vicinal no 5 qui traversait le nord du terroir de Lalande et de Croix-Daurade, depuis la route de Fronton jusqu'à la route d'Agde en passant par le chemin du Séminaire, le chemin d'Audibert, le chemin de Lanusse et le chemin de Nicol.
La chaussée compte, entre la route d'Agde et la rue Victor-Cousin, une seule voie de circulation automobile à double-sens, sans bande ni piste cyclable. Entre la rue Victor-Cousin et la rue Octave-Feuillet, il n'existe plus qu'une voie de circulation automobile à sens unique, longée par une bande cyclable à contre-sens. Enfin, entre la rue Octave-Feuillet et la route d'Albi, la chaussée s'élargit et compte une voie de circulation automobile dans chaque sens, mais sans aménagement cyclable.
Enfin, entre la route d'Agde et la rue Octave-Feuillet, puis entre la rue d'Avranches et la route d'Albi, le chemin de Nicol est défini comme une zone 30, où la vitesse est limitée à 30 km/h.

### Voies rencontrées
Le chemin de Nicol rencontre les voies suivantes, dans l'ordre des numéros croissants (« g » indique que la rue se situe à gauche, « d » à droite) :
1. Route d'Agde
2. Rue des Pavots (g)
3. Rue des Pavots (g)
4. Impasse Édouard-Estaunié (d)
5. Rue Cambard (d)
6. Rue William-et-Catherine-Booth (g)
7. Chemin Michoun (g)
8. Rue Victor-Cousin (d)
9. Chemin Amouroux (g)
10. Rue Gaston-de-Caillavet (d)
11. Rue Octave-Feuillet (d)
12. Chemin de Gramont (d)
13. Rue Paul-Estival (d)
14. Impasse des Charmes (g)
15. Rue de Villefranche (g)
16. Rue André-Vasseur (d)
17. Impasse de Nicol (g)
18. Rue d'Avranches (d)
19. Rue Auguste-Renoir (d)
20. Rue du Colonel-Jean-Stanislas-Rémy (d)
21. Route d'Albi

### Transports
Le chemin de Nicol se trouve à proximité, à son origine, de la station Argoulets sur la ligne de métro . S'il n'est ensuite pas directement desservi par les transports en commun entre la route d'Agde et le chemin Amouroux, il reste cependant proche de l'avenue d'Atlanta, parcourue par les lignes de bus 334376. C'est à partir du chemin Amouroux que le chemin de Nicol est parcouru par la ligne de bus 19, jusqu'à la route d'Albi où se trouvent également les arrêts du Linéo L9.
Il existe plusieurs stations de vélos en libre-service VélôToulouse le long ou à proximité du chemin de Nicol : les stations no 170 (face au 163 chemin de Nicol) et no 215 (face au 8 rue de Gaillac).

## Odonymie
Le chemin de Nicol tient son nom d'un domaine de ce nom, connu au XVIIe siècle comme le domaine de Montblanc, mais qui devint au XVIIIe siècle la propriété de Jacques Nicol, seigneur de Montblanc et capitoul en 1763 : la même année, il reçut au château de Montblanc le commandant de Languedoc, le duc Charles de Fitz-James. Au milieu du XIXe siècle, le domaine s'étendait encore entre le chemin de Nicol, la rue Octave-Feuillet et la rue Cambard. Il fut démantelé et loti progressivement à partir de 1934.
Entre 1903 et 1936, la première partie du chemin, entre la route d'Agde et la voie ferrée, fut désignée comme le chemin de Périole.

## Patrimoine et lieux d'intérêt

### Établissements publics
- no  137-141 : MJC Croix-Daurade (1865-1879)[4].
- no  166 : médiathèque Danièle-Damin (1869-2008)[5].

### Fermes et maisons toulousaines
- no  63-65 : maison toulousaine.
La maison toulousaine est construite dans la deuxième moitié du XIXe siècle et bâtie en brique. Elle se développe sur huit travées et s'élève sur deux niveaux séparés par un cordon. Le niveau de comble est percé d'ouvertures. La façade est couronnée par une corniche moulurée[6].

- no  95 : maison toulousaine (deuxième moitié du XIXe siècle).

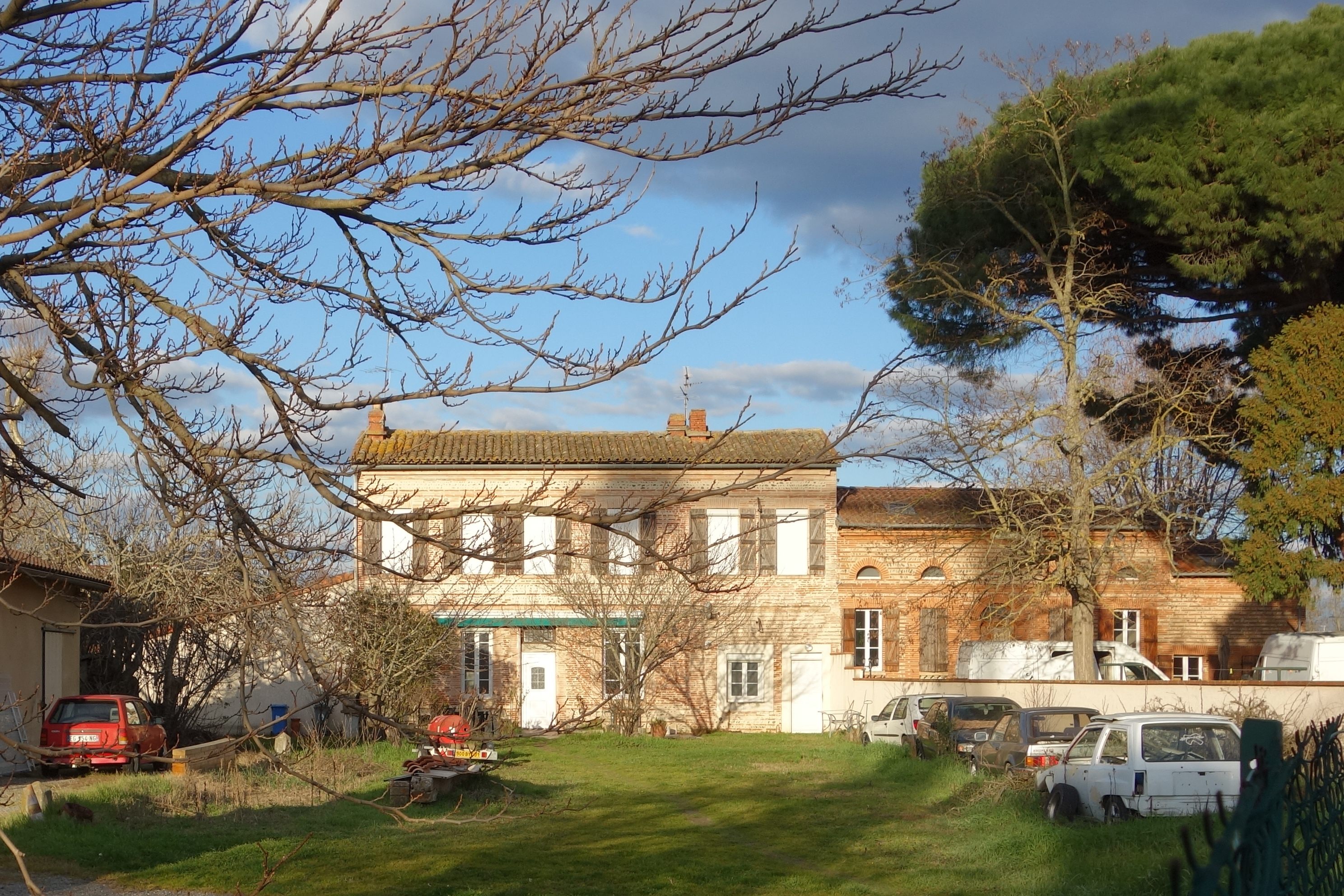
no 108 bis : ancienne ferme.

- no  108 bis : ferme.
La ferme est construite dans la deuxième moitié du XIXe siècle. Elle est composée de plusieurs corps de bâtiment et bâtie en brique et en galets de Garonne. Le logis principal s'élève sur trois niveaux – un rez-de-chaussée, un étage et un comble à surcroît –, séparés par des cordons de brique. La façade est couronnée par une corniche moulurée.
Le deuxième corps de bâtiment s'élève simplement sur deux niveaux, séparés par une corniche moulurée. Le rez-de-chaussée, bâti en brique, est éclairé par quatre fenêtres rectangulaires. La porte piétonne, voûtée en plein cintre, est encadrée de pilastres à chapiteaux doriques. L'étage, bâti en assises alternées de brique et de galets, est percé de fenêtres en demi-cercle, et couronné d'une corniche moulurée[7].

- no  125 : maison toulousaine (deuxième moitié du XIXe siècle)[8].
- no  127 : maison toulousaine (deuxième moitié du XIXe siècle)[9].
- no  138 : maison toulousaine (deuxième moitié du XIXe siècle)[10].
- no  140 : maison toulousaine (deuxième moitié du XIXe siècle)[11].

### Maisons et immeubles
- no  26 : maison (deuxième moitié du XXe siècle).
- no  64 : maison (deuxième quart du XXe siècle).
- no  67 : maison (deuxième moitié du XXe siècle).
- no  101 : maison (deuxième moitié du XXe siècle).
- no  121 : maison (années 1920)[12].
- no  123 : maison (années 1920)[13].

### Œuvres publiques
- Sculptez la ville...
La sculpture est une œuvre du mézensol Henri Saulle (1929-1998), sculpteur et animateur de l'association Créer des rencontres autour de l'environnement, l'art et la culture (CREAC). Elle est réalisée en 1999 en terre cuite par l'artiste Patrice Teulières (né en 1947), potier et céramiste.